# Mary Robinette Kowal
Mary Robinette Kowal (ur. 8 lutego 1969 w Raleigh) – amerykańska pisarka science fiction i fantasy, laureatka nagród Nebula, Hugo i Locusa oraz profesjonalna lalkarka.

## Życiorys
Urodziła się jako Mary Robinette Harrison w Raileigh, stolicy stanu Karolina Północna. Ukończyła studia na East Carolina University w zakresie edukacji artystycznej i teatralnej. W 1989 r. rozpoczęła pracę jako profesjonalny lalkarz. Występowała w Center for Puppetry Arts, dla Jim Henson Productions i Ulicy Sezamkowej oraz we własnej firmie Other Hand Productions. Przez dwa sezony pracowała również na Islandii w telewizyjnym programie dla dzieci Leniuchowo. Jej projekty przyniosły dwa UNIMA-USA Citations of Excellence, najwyższe nagrody, jakie może osiągnąć amerykański lalkarz.
Pełniła funkcję dyrektora artystycznego czasopism „Shimmer Magazine” i „Weird Tales”. Przez dwa lata pełniła funkcję sekretarza Science Fiction and Fantasy Writers of America, a w 2010 została wybrana na wiceprezydenta tego stowarzyszenia. W 2008 r. zdobyła nagrodę im. Johna W. Campbella dla najlepszego nowego pisarza. Jej debiutancka powieść, Shades of Milk and Honey była nominowana w 2010 r. do Nebuli. W 2011 r. miniatura For Want of a Nail zdobyła Hugo za najlepszą miniaturę literacką. Powieść The Calculating Stars zdobyła w 2019 r. Hugo, Nebulę i Locusa dla najlepszej powieści.
Jest także aktorem głosowym, nagrała audiobooki z książkami takich autorów, jak: John Scalzi, Seanan McGuire, Cory Doctorow.
Mieszka w Chicago z mężem, Robem. Kolekcjonuje maszyny do pisania.

## Twórczość

### Cykl „Glamourist Histories”
- Shades of Milk and Honey (2010) — nominowana do Nebuli dla najlepszej powieści 2011
- Glamour in Glass (2012)
- Without a Summer (2013)
- Valour and Vanity (2014)
- Of Noble Family (2015)

### Cykl „Lady Astronaut of Mars”
- The Calculating Stars (2018) — Hugo za najlepszą powieść 2019, Nebula dla najlepszej powieści 2019, Locus dla najlepszej powieści sf 2019
- The Fated Sky (2018)
- The Relentless Moon (2020)
- The Martian Contingency (zapowiedź)

### Inne powieści
- Ghost Talkers (2016)
- The Spare Man (2022)

### Zbiory opowiadań
- Scenting the Dark and Other Stories (2009)
- Word Puppets (2015)

### Antologie (redakcja)
- The Hugo Award Showcase: 2010 Volume (2010)

### Książki dla dzieci
- Molly on the Moon (2022)